# Chrysopa fuscostigma
Chrysopa fuscostigma là một loài côn trùng trong họ Chrysopidae thuộc bộ Neuroptera. Loài này được Esben-Petersen miêu tả năm 1933.